# Richard Eckersley (Fußballspieler)
Richard Jon Eckersley (* 12. März 1989 in Worsley) ist ein englischer Fußballspieler. Er steht derzeit beim englischen Drittligisten Oldham Athletic in der Football League One unter Vertrag. Er wird als Abwehrspieler eingesetzt.

## Vereinskarriere
Eckersley begann seine professionelle Karriere im Jahr 2004, als er in die U-17-Nachwuchsmannschaft von Manchester United aufgenommen wurde. Er durchlief weitere Nachwuchsmannschaften des Clubs. Ab 2007 gehörte er offiziell zum Profikader der ersten Mannschaft Manchesters, spielte aber weiterhin regelmäßig in den Nachwuchsmannschaften. Zu Einsätzen der ersten Mannschaft kam Eckersley nur selten. Erst am 27. Januar 2009 gab er sein Ligaspieldebüt in der Premier League, als er für Gary Neville in der 71. Minute im Spiel gegen West Bromwich Albion eingewechselt wurde.
Zur Saison 2009/10 wechselte Eckersley zum FC Burnley, wo er einen Vierjahresvertrag unterschrieb. Dort konnte er sich jedoch zunächst nicht durchsetzen und kam in keinem Ligaspiel zum Einsatz; lediglich im FA Cup und im League Cup kam er zu einzelnen Einsätzen. Folglich wechselte er im März 2010 auf Leihbasis zu Plymouth Argyle in die Championship, wo er auf sieben Ligaeinsätze für Plymouth kam.
Eckersley kehrte im Sommer 2010 nach Burnley zurück, hatte dort aber weiterhin keine Perspektive. Im November 2010 wurde er in die League One an Bradford City ausgeliehen, wo er 13 Ligaspiele absolvierte. Anfang 2011 kehrte er kurzzeitig nach Burnley zurück, wurde aber schließlich erneut in die League One ausgeliehen, dieses Mal zu Bradfords Ligakonkurrent, dem FC Bury. In der folgenden Zeit kam Eckersley auf drei Einsätze in der League One für Bury.
Am 15. April wurde Eckersley dann von Burnley an das kanadische Franchise Toronto FC in die nordamerikanische Major League Soccer ausgeliehen. Die Leihe sollte zunächst bis zum Ende der MLS-Saison 2011 laufen, Eckersley wurde vom Toronto FC aber schließlich dauerhaft verpflichtet. Sein erstes Spiel für Toronto machte er gegen die Columbus Crew.
Beim Toronto FC konnte Eckersley sich von Beginn an als Stammspieler durchsetzen. In der Saison 2011 spielte er in 23 Spielen, außer seinem Debütspiel alle von Beginn an. In der MLS 2012 kam Eckersley auf 33 Einsätze, in der MLS 2013 auf 16. Auch in der CONCACAF Champions League wurde Eckersley eingesetzt: In der Champions-League-Saison 2011/12 kam er auf acht, in der Champions-League-Saison 2012/13 auf drei Einsätze. Ein Tor für ein Pflichtspiel für Toronto gelang Eckersley allerdings nie.
Zur MLS-Saison 2014 wurde Eckersley vom Toronto FC an die New York Red Bulls abgegeben. Im Gegenzug erhielt Toronto einen Pick für die vierte Runde des MLS SuperDraft 2017. Eckersley unterschrieb einen Ein-Jahres-Vertrag bei New York, wobei der Verein die Option auf Vertragsverlängerung für ein weiteres Jahr hielt. Für die New Yorker kam er in neun Ligaspielen und fünf Spielen der Play-Offs zum Einsatz. Der New Yorker Club gab Ende 2014 bekannt, die Option auf Vertragsverlängerung mit Eckersley nicht zu ziehen und den Vertrag auslaufen zu lassen.
Eckeryley verließ die USA daraufhin und kehrte in sein Heimatland England zurück, wo er zunächst vereinslos blieb. Im September 2015 heuerte er schließlich in der drittklassigen League One bei Oldham Athletic an.